# Eremochelis nudus
Eremochelis nudus är en spindeldjursart som först beskrevs av Muma 1963.  Eremochelis nudus ingår i släktet Eremochelis och familjen Eremobatidae. Inga underarter finns listade i Catalogue of Life.